# ديفيد ساير
ديفيد ساير (بالإنجليزية: David Sayre)‏ (و. 1924 – 2012 م) هو رياضياتي، وفيزيائي، وأستاذ جامعي، وعالِم حاسب آلي من الولايات المتحدة الأمريكية . ولد في نيويورك .
توفي عن عمر يناهز 88 عاماً.

## التعليم
تعلم في جامعة أوكسفورد، وجامعة ييل